# Естонска реформска партија
Естонска реформска партија (ест. Eesti Reformierakond) је естонска либерална партија, која се залаже за слободно тржиште. Чланица је Либералне интернационале и Европске либерално-демократске реформске партије.
Њен лидер је Андрус Ансип, и заузима 19 од 101 посланичког места у Државном савету Естоније.